# فرودگاه اوهکای اووینگه
فرودگاه اوهکای اووینگه (به انگلیسی: Ohkay Owingeh Airport) یک فرودگاه همگانی بهره‌برداری هوایی با کد یاتا ESO است که یک باند فرود آسفالت دارد و طول باند آن ۱۵۲۶ متر است. این فرودگاه در شهر اسپانولا، نیو مکزیکو کشور ایالات متحده آمریکا قرار دارد و در ارتفاع ۱۷۶۵ متری از سطح دریا واقع شده‌است.